# Parc de loisirs de Mangyongdae
Le parc de loisirs de Mangyongdae (en coréen : 만경대유희장, en anglais : Mangyongdae Funfair) est un parc d'attractions de l'agglomération de Pyongyang, la capitale de la Corée du Nord. Situé dans l'arrondissement de Man'gyŏngdae, à 12 kilomètres du centre-ville de Pyongyang, le parc a une superficie de 70 hectares et comprend des attractions et une petite piscine. Il comporte des montagnes russes, qui, bien qu'opérationnelles, étaient mal entretenues, ainsi qu'un carrousel, des chaises volantes et un petit train. Le parc de Mangyongdae a été ouvert le 5 avril 1982. En 2011, le parc d'attractions n'avait qu'une très faible clientèle coréenne,, bien qu'il soit ouvert toute l'année.
Cinq mois après une visite effectuée par Kim Jong-Il le 4 décembre 2011, l'ambiance lugubre et l'état délabré du parc ont été sévèrement critiqués par le dirigeant Kim Jong-un lors d'une inspection en mai 2012. Celui-ci ordonne alors à Choe Ryong-hae, directeur du Bureau politique général de l'Armée populaire de Corée, de redynamiser le parc et de le rendre conforme à la politique de songun. Kim Jong-un a eu l'occasion de souligner le fait que les politiques doivent servir leur peuple et abandonner les anciens points de vue politiques et les anciens modes de travail.